# Lellichow
Lellichow ist ein Ortsteil im Gemeindegebiet der Stadt Kyritz im Landkreis Ostprignitz-Ruppin (Brandenburg). Das mittelalterliche Dorf fiel wohl noch im 14. Jahrhundert wüst. Auf einem Teil der wüsten Feldmark wurde zu Ende des 18. Jahrhunderts ein Etablissement errichtet und wenige Jahre später daneben auch eine Kolonie angelegt, der Kern des neuzeitlichen Dorfes. Der Ort wurde 1928 nach Ganz eingemeindet. Er bildete von 1957 bis 2002 zusammen mit dem Wohnplatz Bork die Gemeinde Bork-Lellichow, die zu Jahresende 2002 in die Stadt Kyritz eingemeindet und aufgelöst wurde. Seit 2003 ist Lellichow (und auch Bork) ein Ortsteil der Stadt Kyritz.

## Geographie
Lellichow liegt 11 km Luftlinie nordöstlich von Kyritz. Der Ortsteil bildet keine eigene Gemarkung, sondern hat eine gemeinsame Gemarkung mit Bork. Die Fluren 5,6,7 und ein Teil der Flur 1 entspricht der früheren Gemarkung des Dorfes. Der Ortskern liegt bei 50 m ü. NHN. Der höchste Punkt der früheren Gemarkung erreicht knapp 57 m ü. NHN, der tiefste Teil ist der Borker See mit einem mittleren Seespiegel von 45 m ü. NHN. Zum Ortsteil gehört ein Teil des Borker Sees und der Borker Mühlenteich. Im Nordwesten durchfließt die Klempnitz das Gebiet des Ortsteils, hier befindet sich ein weiterer kleiner Teich. Die Niederung der Klempnitz, der Borker Mühlenteich und der Borker See sind Abschnitte einer glazialen Schmelzwasserabflussrinne. Durch den Ort hindurch führt die L14 von Kyritz nach Herzsprung und Wittstock. Im Ort zweigt eine kleine Verbindungsstraße nach Bork ab.

## Geschichte
Der Ort wird 1307 als Lelechowe und Lelecow erstmals urkundlich erwähnt. Damals wurde in Lellichow eine Urkunde durch den brandenburgischen Markgrafen Hermann ausgestellt, in der er der Stadt Perleberg bestätigte, dass er in der Flutrinne (vlutrenne) bei Perleberg keine Mühle bauen würde. Dies wurde im selben Jahr auch von den Markgrafen Otto IV. und Waldemar bestätigt. Das lässt auf eine gewisse Bedeutung des Ortes schließen, jedenfalls auf markgräflichen Besitz. Der Name leitet sich von einer altpolabischen Grundform *Lelechov-, „Ort eines Lelech“, ab. Der Personenname gehört zu einer urslawischen Wurzel *lel- wie russisch lelejat, „hätscheln, verzärteln“, oder urslawisch *lelja in russisch lelja, „Pate“.

### Besitzgeschichte
Die Vogtei Fretzdorf, später auch Herrschaft Fretzdorf genannt, wurde 1438 vom Markgrafen Friedrich II. an Bischof Konrad von Havelberg vereignet. Die Feldmark des wüsten Dorfes grenzte (nach einer Beschreibung von 1704!) im Osten an Herzsprung, im Süden an Ganz, Teetz und Wulkow (richtigerweise sollte es Karnzow heißen), im Westen an Bork und im Norden an Königsberg und die Kattenstiegmühle. Im 16. Jahrhundert wurde die Feldmark des ehemaligen Dorfes gedrittelt, und insgesamt bildeten sich fünf Besitzanteile aus, die letztendlich zum Verlust von etwa zwei Dritteln der ursprünglichen Feldmark, verglichen mit der früheren Gemarkung des neuzeitlichen Lellichow, führten. Diese zwei Drittel gehören heute zu den Gebieten des Wohnplatzes Ganz und des Ortsteils Bork.
Bereits 1470 verlieh Bischof Wedigo von Havelberg die Mühle am Ausfluss des Mühlteichs (später Lellichowsche Mühle oder Borker Mühle genannt) zusammen mit dem Dorf Bork an die von Klitzing in Demerthin und Drewen. 1560 erhielten sie vom damaligen brandenburgischen Kurfürsten Joachim II. auch ein Drittel der wüsten Feldmark (das Drittel gegen Bork und Karnzow gelegen). Dieses Drittel entspricht in etwa der Flur 4 der Gemarkung Bork-Lellichow. Die Mühle ist wahrscheinlich im 16. Jahrhundert eingegangen, denn 1598 und 1644 wurden sie mit dem mittleren Teich, der Teichstätte und dem Mühlenbaurecht belehnt. Seit 1662 befand sich dieser Besitzanteil im Besitz von Claus Ernst von Platen, der mit Anna Ehrentraut von Klitzing verheiratet war. Allerdings hatten sich die von Klitzing ein Wiederkaufsrecht gesichert. 1697 errichtete Heinrich von Platen eine neue Mühle an der Mühlenstätte. Die Mühle wurde auch von den von Jürgaß in Königsberg und den von Gühlen in Ganz beansprucht. Schließlich wurde sie 1745 endgültig dem Amt Wittstock zugewiesen. 1712 versuchten die von Klitzing, den Besitzanteil wieder einzulösen.
1504 belehnte der Bischof Johann V. von Havelberg Engelke und Thomas von Warnstedt auf Fretzdorf, Königsberg und Ganz mit einem Drittel der wüsten Feldmark Lellichow (in der Urkunde Telchow) und den halben See sowie die Mühlenstätte (Kattenstiegmühle) zwischen Lellichow und Herzsprung. Die von Warnstedt erhielten 1523 und 1574 die Bestätigung für diesen Besitzanteil. 1618/9 ging Ganz in den Besitz der von Gühlen über, Königsberg kam an die Familie von Jürgaß. Entsprechend wurden dieser Besitzanteil aufgeteilt. 1697 stritten sich die von Jürgaß auf Königsberg und die von Gühlen in Ganz mit den von Platen um die Lellichower Mühle (oder Borker Mühle). Die Mühle wurde letztendlich dem Amt Wittstock zugewiesen. 1698 bis 1710 hatten die von Jürgaß die Mühle in Erbpacht. Die von Gühlen hatten Anteile am Gericht sowie Jagd-, Holzungs- und Fischereirechte. Sie hatten außerdem Äcker und freie Hütung.
1487 verlieh Bischof Johann V. von Havelberg dem Wittstocker Bürger Trebbow das Straßengericht, vier Hufen (drei in Herzsprung, eine auf der Feldmark Lellichow) und die Fischerei im Lellichower See als Leibgedinge. Der Anteil fiel später wieder an den Bischof bzw. das Hochstift Havelberg zurück. Schon vor 1574 hatte das Amt Wittstock der Gemeinde Herzsprung und den von Krüsicke zu Dannenwalde und Herzsprung die Nutzung der früheren Dorfstätte und die Hütung auf der Feldmark Lellichow gegen eine Geldzahlung (Prästation) überlassen. Das bezog sich sicher nur auf das Drittel, das dem Amt gehörte. 1706 kamen die Hütungsrechte der von Krüsicke auf dem Erbwege an die von Stille in Fretzdorf.
Dem Amt Wittstock als Rechtsnachfolger des Bischofs von Havelberg verblieben noch ein Drittel der Feldmark Lellichow.

### Dorfgeschichte
Im Landbuch Karls IV. von 1375 wird der Ort unter der Burg Fretzdorf aufgelistet und wie folgt beschrieben:

“Lelchow 17 mansi, super quibus dominus habet precariam et servicium. Quilibet mansus 16½ den. Brand. et 1 quartale equatum siliginis, 1 quartale ordei equatum et 1½ quartale avene usuale. Et 11 mansi sunt possessi.”

“Item in villa Lelchow 17 mansi, quilibet solvit 16½ denarios et bini ac bini 1½ quartale siliginis, 1½ quartale ordei et 3 quartalia avene. Summa: 24 solidi 4 denarii et 10 modii duri vel 15 grossis et 1 sexagena.”

Im Dorf Lellichow hatte der Landesherr also von 17 Hufen die Bede in Höhe je 16½ Pfennige, je zwei und zwei (bini ac bini) gaben 1½ Viertel Roggen, 1½ Viertel Gerste und drei Viertel Hafer. Außerdem standen dem Landesherrn noch die Dienste zu. In der Summa betrugen die Abgaben 24 Schillinge, 4 Pfennige und 15 Scheffel Getreide oder ein Schock und 15 Groschen. Von den 17 Hufen waren allerdings nur 11 besetzt. Bis 1438 fiel das Dorf wüst; aus welchen Gründen ist unklar. Die Lage des mittelalterlichen Dorfes ist nicht gesichert; es lag sicherlich nicht an der Stelle des neuzeitlichen Lellichow. Südöstlich des Ortskerns von Bork und am Ostufer des Borker Sees etwa beim Wohnplatz Forstweg (auf dem Gebiet des heutigen Ortsteils Bork) liegt die Flur Alten-Lellichow. Auf der Halbinsel, die in den Borker See hineinragt, verortet Joachim Herrmann einen spätslawischen Burgwall sowie spätslawische Kulturschichten. Andererseits hatte das Amt Wittstock 1574 der Gemeinde Herzsprung und den von Krüsicke zu Dannenwalde und Herzsprung die Nutzung der früheren Dorfstätte und die Hütung auf der Feldmark Lellichow gegen eine Geldzahlung überlassen. Das Drittel des Amtes entsprach in etwa der späteren Gemarkung des neuzeitlichen Lellichow. Das würde bedeuten, dass die Dorfstätte auch im Bereich des nördlichen Teils des Borker Sees oder des Mühlteichs gelegen haben kann.
Als im Jahr 1438 der brandenburgische Markgraf Friedrich II. die Vogtei Fretzdorf an Bischof Konrad von Havelberg übereignete, war Lellichow schon wüst gefallen. 1472 wird noch die Lellichower Mühle genannt, aber schon 1470 ist nur von einer Mühlenstätte die Rede. Wahrscheinlich war die Mühle ebenfalls schon wüst. 1555 nutzten die Bauern von Teetz ein Drittel der Feldmark Lellichow gegen eine Geldzahlung. 1560 war die Feldmark des ehemaligen Dorfes bereits in drei Teile geteilt. 1574 wurde die Dorfstätte von Lellichow von der Gemeinde Herzsprung als Heueracker (das heißt als Pachtacker) genutzt. 1596 überließ ein von Klitzing (s)ein Drittel der wüsten Feldmark Lellichow der Gemeinde Bork gegen Pacht als Entschädigung für Ländereien, die er selbst der Gemeinde Bork entzogen hatte. 1610/1 errichtete das Amt Wittstock eine Freiarche auf dessen Anteil der Feldmark Lellichow. In der Nähe der Freiarche wurden außerdem drei Fischteiche angelegt. Freiarche und Fischteiche wurden im Dreißigjährigen Krieg aufgegeben und verfielen. 1697 ließ Heinrich von Platen auf Demerthin am Mühlteich die Lellichower Mühle (später Borker Mühle genannt) erbauen. Dies gab viel Streit mit den Nachbarn. Das Recht zum Mühlenbau wurde ihm vom Amt Wittstock streitig gemacht und die Mühle entzogen. Sie wurde 1698 dem von Jürgaß auf Königsberg zunächst erbpachtsweise überlassen, ab 1710 auf Zeitpacht. 1745 stellten die von Klitzing auf Drewen Ansprüche auf die Borker Mühlen, die jedoch abgewiesen wurden. Sie blieb bis 1872 im Besitz des Amtes Wittstock.

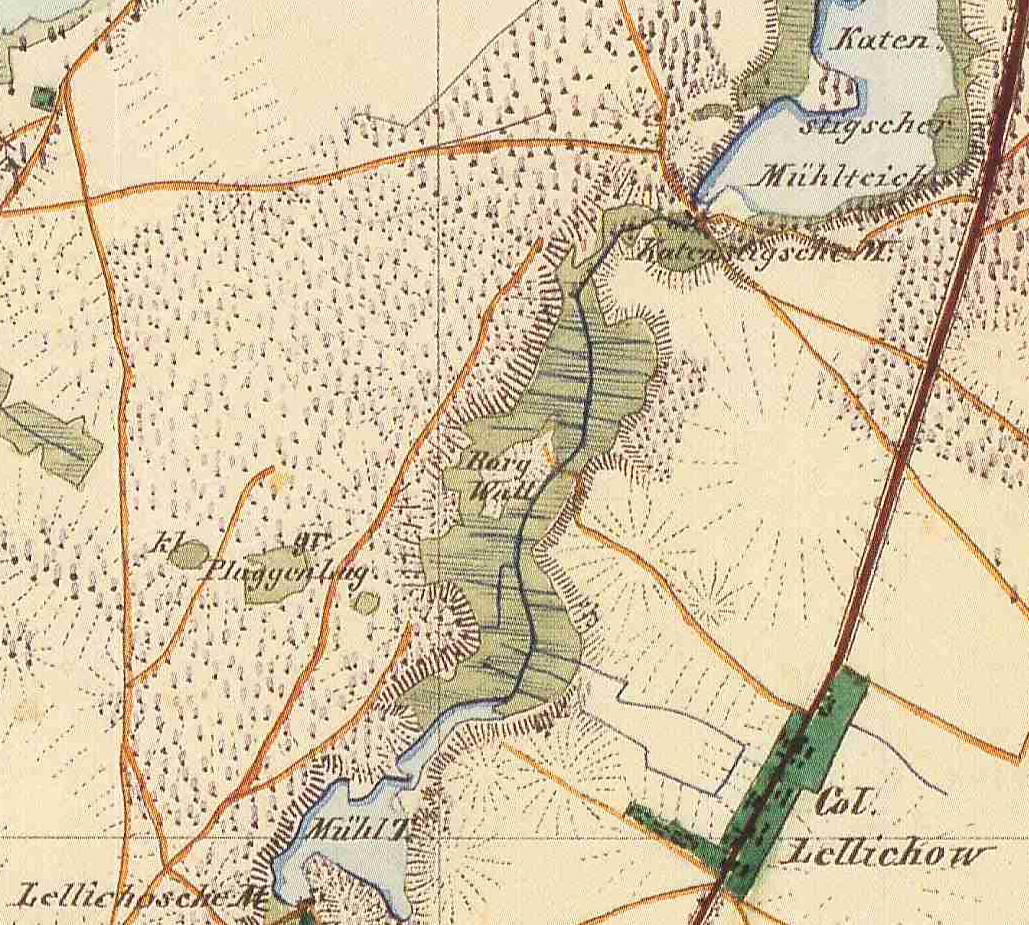
Lellichow auf dem Urmesstischblatt 2940 Blumenthal von 1841

1731 war an der Stelle des heutigen Lellichow ein Vorwerk entstanden. Das Vorwerk wurde 1744 der Gemeinde Bork gegen Pacht überlassen. Das Vorwerksareal maß damals 943 Morgen, ausgenommen waren nur 94 Morgen, die der Lellichower Mühle zugelegt worden waren. 1763 erhielt die Herrnhuter Brüdergemeine die Konzession zur Errichtung einer Kolonie. Ihnen wurde die (Borker) Mühle und die alten Vorwerksgebäude übereignet. Sie erhielten die Erlaubnis zur Anlegung von Fabriken und Manufakturen. Sie erhielten außerdem das Bauholz für 30 Familienhäuser, ein Bethaus, eine Schule und Anstaltshäuser für ledige Brüder und Schwestern. Eingeschlossen in die Konzession waren auch die Gerichte und das Patronat für eine Kirche. 1765 gaben sie die Konzession zurück. Das Areal war anscheinend danach den Bauern von Bork wieder in Zeitpacht überlassen worden. 1768 stellte der Erbpächter der Borker Mühle den Antrag zum Aufbau einer Kolonie in Lellichow. 1776/7 wurde ein Etablissement beim alten Vorwerk errichtet. 1783 bestand eine Kolonie von 12 Wohnungen mit Scheune, Stallung und Gärten. Daneben wurde eine weitere Kolonie für acht Familien angelegt, die zum Teil schon bewohnt, zum Teil in Bau war. 1791 wohnten 12 Büdner, sechs Häusler, ein Krüger (Gastwirt), ein Müller und ein Schmied in neun Häusern. 1796 wohnten 20 Familien in Lellichow, darunter auch der Schulze und der Krüger. Jede Familie besaß 17½ Morgen Grundstück. Die Feldmark (ohne die Grundstücke) hatte sie in Erbpacht. Daneben gab es noch die Lellichower Mühle. Auch 1801 bestand das Dorf aus nur neun Feuerstellen (Häuser). In ihnen wohnten 16 Büdner, drei Einlieger, ein Kreisgärtner, ein Krüger und ein Schmied. Außerdem gab es die Wassermühle. Bis 1814 war der Ort auf 14 Wohnhäuser angewachsen. 1823 verkaufte die vom Mühlenmeister Fahl geschiedene Anne Catharine Erdmuthe, geborene Thiele, verwitwete Wolf, die Erbpachtswassermühle Borksche Mühle mit zwei oberschlächtigen Mahlgängen und einer Leder-, Walk- und Ölmühle. 1837 gehörte die Wasser-, Mahl- und Walkmühle einem Müller Beyer. 1850 wurde die Wittstock-Zernitzer Chausseebau-Gesellschaft mit Sitz in Wittstock gegründet. Ziel war, Wittstock mit dem Bahnhof Zernitz zu verbinden. Dabei entstand am nördlichen Ortsausgang von Lellichow (Lellichow 35) ein Chausseehaus, in dem der Chausseepächter saß und das Chausseegeld kassierte. 1860 wurden vier öffentliche Gebäude, 15 Wohngebäude und 29 Wirtschaftsgebäude (ohne Borksche Mühle) in Lellichow gezählt. 1872 wurde die Lellichower Mühle dem Gemeindebezirk zugewiesen. 1900 war der Ort auf 29 Häuser angewachsen. 1907 hatte der Gemeindevorsteher 27 ha, fünf Kolonisten 21 ha, 18 ha, 17 ha, 16 ha und 12 ha. Ein Büdner hatte 14 ha, der Krüger 18 ha. Der Schmiedemeister war zugleich auch Landwirt und hatte einen Landbesitz von 23 ha. Der Tischlermeister, Kaufmann und Landwirt brachte es auf einen Landbesitz von 16 ha. Weiter wohnten im Ort ein Lehrer und ein Rentier. Ein Müller wohnte in der Borker Mühle. Um 1900 stand östlich der Borker Mühle, etwas südlich des Weges nach Lellichow, auch eine Windmühle. Sie existierte schon 1919 nicht mehr. 1911 wurde die Freiwillige Feuerwehr Bork-Lellichow gegründet. 1935 wurde im Dorf ein Löschwasserteich angelegt, da die Zisterne ausgetrocknet war.

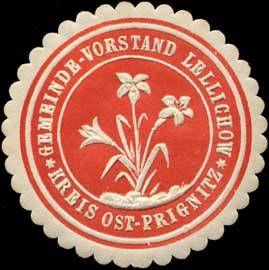
Siegelmarke des Gemeindevorstandes von Lellichow (zwischen 1850 und 1923)

Die Schule für Bork und Lellichow wurde 1930 auf halbem Weg zwischen den beiden Dörfern genau auf der damaligen Gemarkungsgrenze erbaut (heute Borker Straße Nr. 1).
Nach dem Zweiten Weltkrieg kam es in Lellichow zu keinen Enteignungen – es gab keine Güter über 100 ha. Eine erste LPG Typ III „Einigkeit“ mit 16 Mitgliedern und 65 ha landwirtschaftlicher Nutzfläche wurde schon 1953 wieder aufgelöst. 1955 erfolgte die Gründung der LPG Typ III „Märkischer Sand“ Bork-Lellichow. Sie wurde schon 1959 mit der LPG Typ III in Drewen und Wutike vereinigt. 1964 wurde die LPG Typ III „Märkischer Sand“ Bork-Lellichow neu gegründet. 1978 wurde die LPG Tierproduktion Bork-Lellichow mit Sitz in Lellichow gegründet. 1991 war die LPG in Liquidation und wurde 1994 aufgelöst.
| Jahr      | 1791 | 1801 | 1817 | 1837 | 1858 | 1871 | 1875 | 1890 | 1910 | 1925 |
| Einwohner | 98   | 107  | 115  | 118  | 154  | 145  | 149  | 128  | 108  | 126  |

## Politische und kommunale Geschichte
Im ausgehenden Mittelalter gehörte das alte Lellichow zur Herrschaft Fretzdorf, die 1438 an die Bischof von Havelberg übereignet wurde. Der bischöfliche Besitz wurde später in den landesherrlichen Domänenbesitz als Amt Wittstock eingegliedert. Zwar behielt das Amt Wittstock die nominelle Oberlehensherrschaft über die Feldmark des alten Lellichow. Zwei Drittel wurden aber weiter verlehnt und wurden letztendlich in die Gemarkungen Bork, Königsberg, Ganz und Herzsprung eingegliedert. Das neuzeitliche Lellichow wurde schließlich auf dem Drittel gegründet, das das Amt Wittstock in direkten Besitz hatte. 1817 wurde die Prignitz in die zwei Kreise Westprignitz und Ostprignitz aufgeteilt. 1872 wurde das Amt Wittstock aufgelöst und Lellichow wurde eine selbständige Gemeinde im Kreis Ostprignitz. 1928 wurde die Gemeinde Lellichow mit dem Gutsbezirk Ganz zur neuen Gemeinde Ganz vereinigt. In der Kreisreform von 1952 wurde der Landkreis Ostprignitz aufgelöst; Ganz (einschließlich Lellichow) kam zum Kreis Kyritz. Zum 1. Januar 1957 wurde Lellichow aus Ganz ausgegliedert und mit Bork zusammengeschlossen. 1992 schloss sich Bork-Lellichow mit sechs anderen Gemeinden und der Stadt Kyritz zum Amt Kyritz zusammen. 1992 wurde der Landkreis Kyritz mit den Landkreisen Wittstock und Neuruppin zum Landkreis Ostprignitz-Ruppin zusammengelegt. 2002 wurde Bork-Lellichow in die Stadt Kyritz eingemeindet und aufgelöst. Seit 2003 ist Lellichow (und auch Bork) ein Ortsteil der Stadt Kyritz mit Ortsbeirat und Ortsvorsteher. Der Ortsbeirat besteht aus drei Mitgliedern, die aus ihrer Mitte den Ortsvorsteher wählen.

## Kirchliche Zugehörigkeit
Lellichow hat keine Kirche; lediglich einen Glockenstuhl, der 2003 saniert wurde. Die Gemeinde war seit der Neugründung im 18. Jahrhundert nach Teetz eingekircht. 1967 wurde die Kirchengemeinde Teetz vom Kirchensprengel Herzsprung ausgegliedert und dem Pfarrsprengel Königsberg angegliedert. 2017 gehörte die Kirchengemeinde Königsberg mit Teetz, Ganz, Bork und Lellichow zum Evangelischen Pfarrbereich Papenbruch des Kirchenkreises Wittstock-Ruppin. Nach einer Gemeindereform ist es Teil der Evangelischen Gesamtkirchengemeinde Im Herzsprunger Land mit Sitz in Papenbruch (Stand 2025).

## Denkmale und Sehenswürdigkeiten
Die Denkmalliste des Landes Brandenburg für den Landkreis Ostprignitz-Ruppin listet für das Gebiet von Lellichow nur ein Baudenkmal
- Dorfschule in der Borker Straße 1 (von 1930)

Auf dem Gebiet des Ortsteils Lellichow befinden sich auch drei Bodendenkmale
- Nr. 100161 Flur 4,7: eine Siedlung der Ur- und Frühgeschichte
- Nr. 100164 Flur 7: eine Siedlung der Ur- und Frühgeschichte
- Nr. 100165 Flur 1,7: eine Mühle des deutschen Mittelalter und der Neuzeit (Borker Mühle oder Lellichower Mühle)

## Naturschutzgebiet Mühlenteich
Zum Gebiet des Ortsteils Lellichow gehört der größere Teil des Naturschutzgebietes Mühlenteich. Im Naturschutzgebiet liegt der Borker Mühlenteich und Feuchtgebiete entlang der Klempnitz, die in den Borker Mühlenteich mündet. Am Abfluss des Mühlenteiches lag die heute nicht mehr existierende Borker Mühle (früher auch Lellichower Mühle genannt). Das Naturschutzgebiet ist Teil einer glazialen Schmelzwasserabflussrinne, die im Süden ihre Fortsetzung in der Kyritzer Seenkette hat.

## Belege